# Orazio Cancila
Orazio Cancila (Castelbuono, 2 gennaio 1937) è uno storico italiano, professore emerito dell'Università degli Studi di Palermo.

## Biografia

### Docenza nelle scuole di primo e secondo grado
Studente lavoratore, nel novembre 1959 con una tesi su Jean-Jacques Rousseau fu tra i primissimi laureati della Facoltà di Magistero di Palermo, istituita nell'anno accademico 1955-56. Pochi mesi dopo, conseguì l'abilitazione all'insegnamento di storia, pedagogia e filosofia. Nel novembre 1960, vincitore di concorso per titoli ed esami, fu assunto come maestro elementare di ruolo: due anni di insegnamento in una classe quinta e in una classe prima, ricordati come i più formativi della sua lunga attività di insegnante. Conseguita anche l'abilitazione all'insegnamento di italiano, storia e geografia, nell'ottobre 1962 passò a insegnare lettere nelle scuole medie. Nel 1968-69, vincitore di concorso nazionale per titoli ed esami, fu assunto nel ruolo dei docenti di italiano e storia negli Istituti Secondari di secondo grado, da cui si dimise nel dicembre 1980 per il passaggio nel ruolo dei docenti universitari. 

### Percorso accademico
Nel 1973-75 è stato incaricato dell'insegnamento di Storia dell'Agricoltura nella Facoltà di Agraria di Palermo e nel 1975-80 di Storia Moderna nella Facoltà di Magistero di Messina. Ordinario di Storia Moderna nella Facoltà di Lettere e Filosofia di Palermo dal 1980 al 2009, ha tenuto per alcuni anni in aggiunta anche gli insegnamenti di Storia Economica e di Storia Contemporanea nella stessa facoltà. 
Dalla sua nascita dirige il quadrimestrale Mediterranea – ricerche storiche, da lui fondato nel 2004, pubblicato a stampa e online sul sito www.mediterranearicerchestoriche.it. Dal 2006 al 2012 ha diretto i «Quaderni – Mediterranea-ricerche storiche» (a stampa e online) e dal 1982 al 2001 la collana «Storia economica di Sicilia-Testi e ricerche» dell'Unione delle Camere di Commercio della Regione Siciliana, edita dall'editore Sciascia (Caltanissetta-Roma).

### Attività di ricerca
Nel corso degli anni sessanta, inizialmente da autodidatta e successivamente sotto la guida di Carmelo Trasselli, ha avviato ampie ricerche negli archivi di Stato di Trapani e di Palermo e pubblicato i primi lavori di storia economica. Su sollecitazione del Trasselli, cominciò a frequentare annualmente la Settimana di studi della Fondazione Istituto Internazionale di Storia Economica F. Datini di Prato, dove ebbe modo di ascoltare e talora entrare in contatto con Federigo Melis, Fernand Braudel, Carlo M. Cipolla, Hermann Kellenbenz, Michel Mollat, Eliyahu Ashtor, Aldo De Maddalena, Luigi De Rosa, Gino Barbieri, Alberto Tenenti, Jerzy Topolski, Emmanuel Le Roy Ladurie, Georges Duby e tanti altri. Le problematiche dibattute nelle settimane pratesi (commercio internazionale, contratti di conduzione, credito e banche agricole, fiscalità) hanno notevolmente influenzato la sua produzione scientifica dei primi anni Settanta. 
Studioso delle strutture economico-sociali, Cancila non ha però trascurato nelle sue numerose pubblicazioni sulla storia della Sicilia, che coprono un arco temporale plurisecolare (secoli XIII-XX), le implicazioni politiche e ha esteso via via il suo interesse storiografico anche alle istituzioni culturali e alla storia urbana. Fondamentali per la sua maturazione sono stati in tal senso gli anni messinesi, a contatto con Salvatore Tramontana e Gaetano Cingari, e quindi la frequentazione con il comune maestro Rosario Romeo, nonché con Giuseppe Galasso e Giuseppe Giarrizzo. Socio dell'ANIMI (Associazione Nazionale per gli Interessi del Mezzogiorno), ha fatto parte più volte del suo Consiglio direttivo, e dal maggio 1995 è socio per cooptazione della Fondazione Gaetano Costa di Palermo.

## Onorificenze

### Riconoscimenti
- 1988 - Premio “Nuovo Mezzogiorno”, per il volume Palermo (Laterza, Roma-Bari, 1988, 1992, 2093)
- 1992 - Premio “Nuovo Mezzogiorno”, per il volume L'economia della Sicilia: aspetti storici (il Saggiatore, Milano, 1992)
- 2009 - Premio “Acqui storia”,[11] per il volume I Florio. Storia di una dinastia imprenditoriale (Bompiani, Milano, 2008)
- 2009 - Premio Nazionale Rhegium Julii - "Gaetano Cingari”,[12] per il volume I Florio. Storia di una dinastia imprenditoriale (Bompiani, Milano, 2008)

## Opere

### Principali pubblicazioni
- Aspetti di un mercato siciliano, Trapani nei secoli XVII-XIX, Sciascia, Caltanissetta - Roma 1972
- Gabelloti e contadini in un comune rurale (secc. XVIII-XIX), Sciascia, Caltanissetta - Roma, 1974
- Credito e banche in un centro agricolo, Società di Storia Patria per la Sicilia Orientale, Catania, 1974
- Problemi e progetti economici nella Sicilia del Riformismo, Sciascia, Caltanissetta-Roma, 1977
- Impresa redditi mercato nella Sicilia moderna, Laterza, Bari, 1980; Palumbo, Palermo, 1993
- Baroni e popolo nella Sicilia del grano, Palumbo, Palermo, 1983, 1ª ristampa 1984, 2ª ristampa 1989
- Così andavano le cose nel secolo sedicesimo, Sellerio, Palermo, 1984
- Palermo - Laterza, Roma-Bari, 1988, 1999, 2009
- Storia dell'industria in Sicilia - Laterza, Roma-Bari, 1995, 2000
- La terra di Cerere, Sciascia, Caltanissetta-Roma, 2001
- Storia dell'Università di Palermo dalle origini al 1860 - Laterza, Roma-Bari, 2006
- I Florio. Storia di una dinastia imprenditoriale, Bompiani, Milano, 2008; ristampa con postfazione, Rubbettino, Soveria Mannelli, 2019
- Castelbuono medievale e i Ventimiglia, Associazione “Mediterranea”, Palermo, 2010
- Nascita di una città. Castelbuono nel secolo XVI, Associazione “Mediterranea”, Palermo, 2013
- I Ventimiglia di Geraci (1258-1619), Associazione “Mediterranea”, Palermo, 2016
- Pulcherrima civitas Castriboni. Castelbuono 700 anni, Rubbettino, Soveria Mannelli, 2020, pp. 700
- Storia dell'Università di Palermo dalle origini al 1860 [con postfazione dal 1860 a oggi], Palermo University Press, Palermo 2021, pp. 711

### Altri saggi
- I dazi sull'esportazione dei cereali e il commercio del grano nel Regno di Sicilia, in «Nuovi Quaderni del Meridione», 1969, n. 28
- Le gabelle dell'“Università” di Trapani, in «Nuovi Quaderni del Meridione», 1971, nn. 31-32
- Le gabelle della Secrezia di Trapani, in «Archivio Storico per la Sicilia Orientale», 1971, fasc. II-III
- Variazioni e tendenze dell'agricoltura siciliana a cavallo della crisi agraria, in AA.VV., I fasci siciliani, II, De Donato, Bari, 1976
- Il problema stradale sino all'unificazione, in AA.VV., Storia della Sicilia, diretta da R. Romeo IX, Palermo, 1978
- Distribuzione e gestione della terra nella Sicilia moderna, in AA.VV., Contributi per una storia economica della Sicilia, Fondazione culturale L. Chiazzese, Palermo, 1987, pp. 155-178
- Vicende della proprietà fondiaria in Sicilia dopo l'abolizione della feudalità, in AA.VV., Cultura società potere. Studi in onore di Giuseppe Giarrizzo, Napoli, Morano, 1990, pp. 211-231
- La Società di navigazione “Tirrenia (Flotte Riunite Florio-Citra)”. 1932-36, in I. Zilli (a cura di), Fra spazio e tempo. Studi in onore di Luigi De Rosa, Edizioni Scientifiche Italiane, Napoli,1995, III, pp. 155-179
- Gaetano Cingari storico della Sicilia, in R. Battaglia, M. D'Angelo, S. Fedele (a cura di), Gaetano Cingari. L'uomo, lo storico, Lacaita, Manduria-Bari-Roma, 1996, pp. 65-78
- El tráfico del puerto de Palermo en la primera mitad del siglo XVII, in L.A. Ribot Garcia, L. De Rosa (a cura di),Naves, puertos e itinerarios maritimos en la Época Moderna, Actas, Madrid, 2003, pp. 283-304
- I Teatini e l'Università di Palermo, in «Regnum Dei», 49, 2003, pp. 67-100
- Matrimoni in casa Florio: doti, recamere e dotari, in C. Ruta (a cura di),Le parole dei giorni. Scritti per Nino Buttitta, Sellerio, Palermo, 2005, I, pp. 754-765
- L'insegnamento della Storia Moderna e Contemporanea nell'Università di Palermo, in Studi in memoria di Cesare Mozzarelli, Vita e Pensiero, Milano, 2008, pp. 1511-1536
- Minà Palumbo, Francesco, in Dizionario Biografico degli Italiani, vol. 74 (2010), ad vocem
- Vincenzo Errante: uno sconosciuto commediografo d'inizio Seicento, in «Mediterranea - ricerche storiche», n. 24 (aprile 2012), pp. 163-174
- L'esercizio della giustizia in un centro feudale siciliano nella seconda metà del XVI secolo, in P. Maffei, G.M. Varanini (a cura di), Honos alit artes. Studi per il settantesimo compleanno di Mario Ascheri, vol. III, Il cammino delle idee dal Medioevo all'Antico Regime. Diritto e cultura nell'esperienza europea, Firenze University Press, 2014, pp. 169-181
- Giovanni III Ventimiglia, Torquato Tasso e il siculo-fiorentino Giulio Gherardi, in A. Monticone e M. Tosti (a cura di), Europa Mediterranea, Studi di storia moderna e contemporanea in onore di Angelo Sindoni,  Studium, Roma 2018, pp. 40-53
- Una famiglia di professionisti nella Sicilia del Cinque-Seicento, in «Mediterranea-ricerche storiche», n, 43 (agosto 2018), pp. 245-274
- Fonti archivistiche per una storia della Somalia, in «Mediterranea-ricerche storiche», n. 48, aprile 2020, pp. 247-252
- Appunti per una storia delle epidemie a Castelbuono, in «l'Obiettivo», 13-27 aprile 2020
- Ventimiglia, Giovanni VI, in Dizionario Biografico degli Italiani, vol. 98 (2020), ad vocem
- Ventimiglia, Simone I, in Dizionario Biografico degli Italiani, vol. 98 (2020), ad vocem
- Tusa 1634: un referendum contro il feudatario, in P. Sardina, D. Santoro, M.A. Russo, M. Pacifico (a cura di), Medioevo e Mediterraneo. Incontri, scambi e confronti. Studi per Salvatore Fodale, Palermo University Press, Palermo, 2020, pp. 321-335

### Curatele
- Federico Di Napoli, Noi il Padrone, Sellerio, Palermo, 1982
- Carmelo Trasselli, Storia dello zucchero siciliano, Sciascia, Caltanissetta-Roma, 1982
- Villabianca, Francesco Maria: Emanuele e Gaetani, marchese di, L'arte nautica e i vantaggi della navigazione, Giada, Palermo, 1989
- AA. VV., Storia della cooperazione siciliana, Ircac, Palermo, 1993
- Giuseppe Mondini, Le saline della provincia di Trapani, Banca del Popolo, Trapani, 1999

### Prefazioni
- Dino Grammatico, La rivolta siciliana del 1948: il primo governo Milazzo, Sellerio, Palermo, 1996, pp. 9-13
- Umberto Santino, La cosa e il nome: materiali per lo studio dei fenomeni mafiosi, Soveria Mannelli, Rubbettino, 2000, pp. 5-24
- I docenti della Regia Università degli Studi di Palermo (1820-1880), a cura di M. Romano, Palermo, 2006, pp. III-VIII
- Salvo Di Matteo, Il grande viaggio in Sicilia: viaggiatori stranieri nell'isola dagli Arabi ai nostri giorni, Arbor, Palermo, 2008